# Tyron Woodley
Tyron Lakent Woodley (Ferguson, 17 april 1982) is een Amerikaans MMA-vechter. Hij was van 30 juli 2016 tot 2 maart 2019 UFC-wereldkampioen weltergewichtgewicht (tot 77 kilo).

## Carrière
Woodley werd geboren als elfde in een gezin met dertien kinderen. Hij begon in zijn jeugd met American football en worstelen. Nadat hij zich aansloot bij een sportschool die MMA-trainingen verzorgde, begaf hij zich binnen deze sport in het amateurcircuit. Hij meldde zich aan voor het negende seizoen van het televisieprogramma The Ultimate Fighter, maar werd niet geselecteerd.
Woodley maakte in 2009 zijn profdebuut in MMA. Nadat hij zijn eerste twee partijen in 48 seconden en 1.09 minuut won, debuteerde hij in juni 2009 binnen de organisatie Strikeforce. Hier bouwde hij zijn ongeslagen reeks uit tot tien gevechten. Daarvan besliste hij er zes voortijdig door middel van een technische knock-out (TKO) of submissie (houdgreep of verwurging). Woodley mocht vervolgens op 14 juli 2012 vechten tegen Nate Marquardt om de Strikeforce-titel in het weltergewicht. Die dag leed hij zijn eerste nederlaag binnen MMA. Marquardt sloeg hem na een kleine twee minuten in de vierde ronde knock-out (KO).
Woodley debuteerde op 2 februari 2013 onder de vlag van de UFC. Dat had Strikeforce overgenomen en geïntegreerd binnen de eigen organisatie. Die dag sloeg hij Jay Hieron in 36 seconden knock-out. Na een nederlaag middels een verdeelde jurybeslissing tegen Jake Shields, versloeg hij Josh Koscheck (KO) en Carlos Condit (TKO), om daarna weer te verliezen van Rory MacDonald (unanieme jurybeslissing). Hij herstelde zich hiervan met zeges op Dong Hyun Kim (TKO) en Kelvin Gastelum (verdeelde jurybeslissing).

### Wereldkampioen
Met een staat van dienst van vijftien overwinningen in achttien partijen achter zijn naam, gunde de UFC Woodley op 30 juli 2016 een titelgevecht tegen regerend weltergewichtkampioen Robbie Lawler. De twee dansten ruim twee minuten om elkaar heen, waarna Woodley Lawler met een enkele stoot naar het hoofd vloerde. Hij dook daarna op zijn tegenstander om hem nog een paar klappen te geven, maar Lawler verdedigde zichzelf al niet meer. Daarop stopte de scheidsrechter het gevecht en was Woodley de nieuwe UFC-kampioen in het weltergewicht.
Woodley verdedigde zijn titel op 12 november 2016 voor het eerst. Stephen Thompson dwong hem die dag tot vijf volle ronden van vijf minuten. De drie juryleden scoorden de partij 47–47, 47–47 en 48–47 (voor Woodley), goed voor een majority draw. Het uitblijven van een winnaar betekende dat Woodley kampioen bleef. De twee namen het in maart 2017 opnieuw tegen elkaar op. Ditmaal won Woodley door middel van een majority decision. Eén scheidsrechter scoorde de partij 47–47, de andere twee 48–47 voor hem. Woodley verdedigde zijn titel in juli 2017 voor de derde keer. Hij won deze keer op basis van een unanieme jurybeslissing van Demian Maia. Woodley kwam daarna ruim een jaar niet in actie, mede vanwege een operatie aan zijn schouder. Hij verdedigde zijn titel op 8 september 2018 voor de vierde keer. Hij beëindigde zijn partij tegen Darren Till die dag in de tweede ronde door de Engelsman te verwurgen, vlak nadat hij hem met een stoot met rechts tegen de grond had geslagen.
Woodley verloor zijn titel op 2 maart 2019 aan Kamaru Usman. Hij verloor alle vijf de ronden van hun gevecht, waarna de jury zijn tegenstander unaniem als winnaar aanwees. Woodley verloor vervolgens ook van Gilbert Burns (jurybeslissing), Colby Covington (TKO) en Vicente Luque (verwurging). Zijn contract bij de UFC werd daarna niet verlengd.

## Boksen
Woodley raakte in 2021 in gesprek met social media-persoonlijkheid Jake Paul, die een paar jaar eerder was begonnen met bokspartijen tegen bekendheden. De twee kwamen overeen om in augustus 2021 tegen elkaar te vechten. Woodley verloor op basis van een split decision. Tijdens een rematch vier maanden later leed hij opnieuw een nederlaag. Paul sloeg hem deze keer in de zesde ronde knock-out.

## Acteren
Woodley had rolletjes in verschillende films en series. Zo is hij te zien in de films Straight Outta Compton, Kickboxer: Vengeance, Sultan en Escape Plan 2: Hades. Hij speelt ook in seizoen vijf van de serie Cobra Kai.